# Kloosterschans

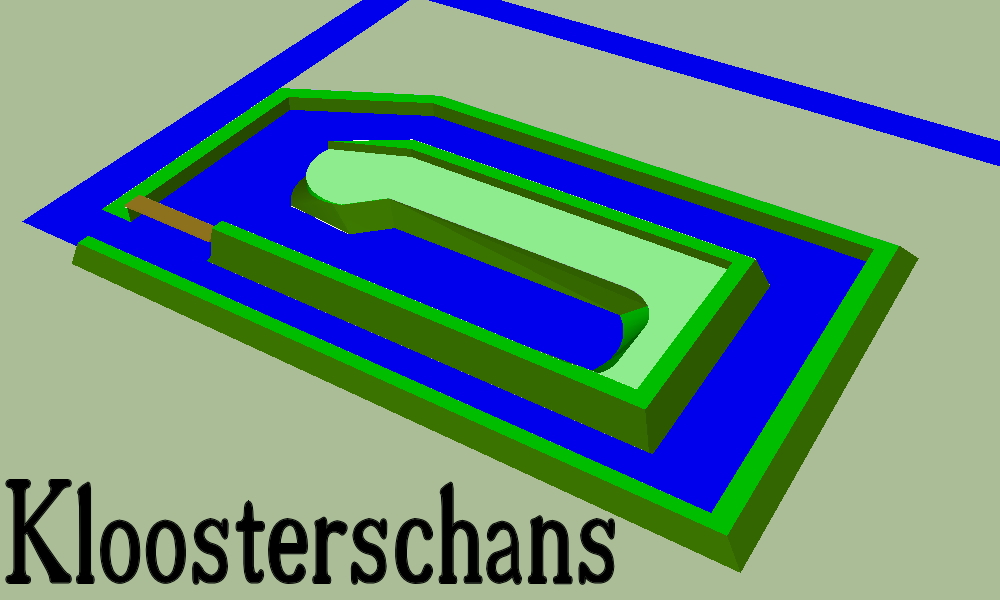
Reconstructie van de Kloosterschans bij Bredevoort

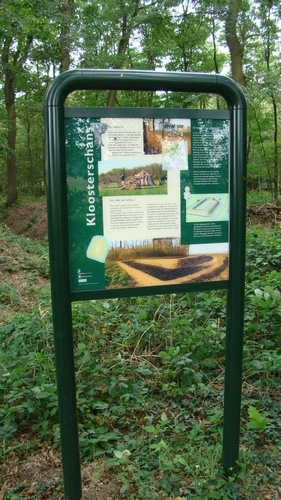
Informatiepaneel.

De Kloosterschans is een stelsel van oude wallen op het terrein van het voormalige Klooster Schaer in de buurtschap 't Klooster bij Bredevoort, in de Gelderse Achterhoek. Wat de functie van deze oude wallen precies inhield blijft tot op heden een mysterie. Er worden drie mogelijke oplossingen gesuggereerd: de wallen zijn de resten van een middeleeuwse versterking, de resten zijn van een schans uit het begin van de Tachtigjarige Oorlog of de wallen zijn een kluis/hermitage.

## Raadsels

### Karsenborg
Allereerst zou dit geheimzinnige stelsel het verder onbekende middeleeuwse Karsenborg kunnen zijn. Dit wordt overigens stellig ontkend door Henk Ruessink, kenner van de Bredevoortse historie. Volgens hem is niet aan te tonen dat de naam Karsenbarg of Kersenberg betrekking heeft op deze schans. Hij stoelt zijn theorie op een stuk uit 1706, waarin Gedeputeerde Staten van het graafschap Zutphen het in die tijd nog open gebied verpachtten aan ene Mathijs Walien, waaruit blijkt dat de bewuste Karsenborg veel verder van deze locatie lag.

### Veldversterking
Ook zou het een verdedigingswerk kunnen zijn uit het begin van de Tachtigjarige Oorlog. In de tijd tussen 1572 en 1630 was de vestingstad Bredevoort het toneel van vele opeenvolgende veldslagen en belegeringen. In die tijd zijn vele aarden versterkingen aangelegd in de omgeving. Het vreemde is dat de vorm sterk afwijkt van een traditionele ‘schans’ en erg onregelmatig is.
Andere theorieën veronderstellen dat het een veldversterking in Oud-Nederlandse stijl kan zijn geweest. De gracht was dan geen natte gracht, de vondst van een kleine speerpunt en enige musketkogels ondersteunen dit idee.

### Hermitage
Als derde optie bestaat de theorie van gebaseerd op een in een archief in Keulen gevonden onbekende kaart uit omstreeks 1600, die een ander licht zou kunnen werpen op de schans. Pal naast het klooster Schaer is een schans getekend. Daarnaast staat weer een aantekening in het Latijn: ‘Eremus in Aquis’, wat kan betekenen: ‘kluis of hermitage, te midden van de
wateren’. Omdat kluizenaars zo geïsoleerd mogelijk leefden, werd hun cel soms op een eilandje geplaatst.

## Informatiepaneel
Op 16 mei 2008 is op de Kloosterschans nabij Bredevoort een informatiepaneel geplaatst om bezoekers van landgoed ’t Nijveld te informeren over de historie van de Kloosterschans. Met het plaatsen van het informatiepaneel zijn de herstelwerkzaamheden aan de Kloosterschans afgerond.

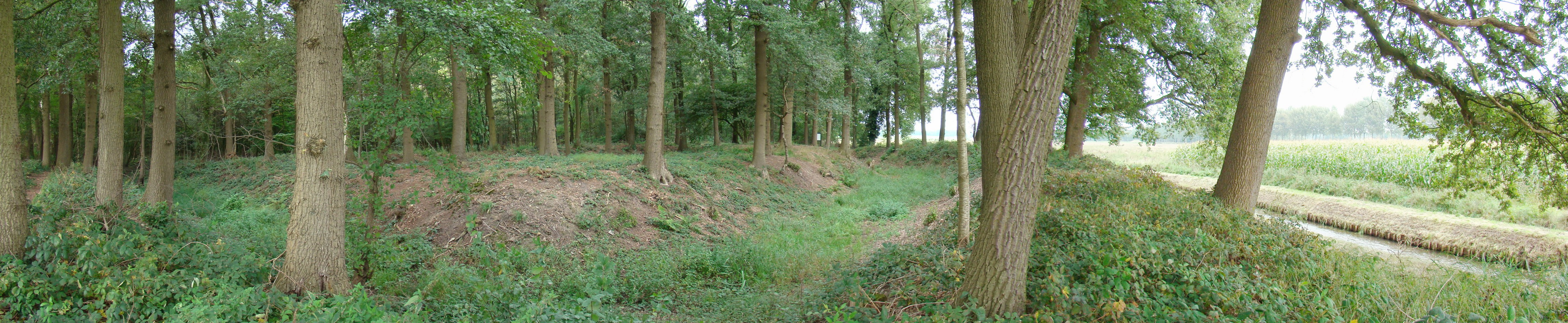
Kloosterschans, met rechts de Schaarsbeek